# Boekelo

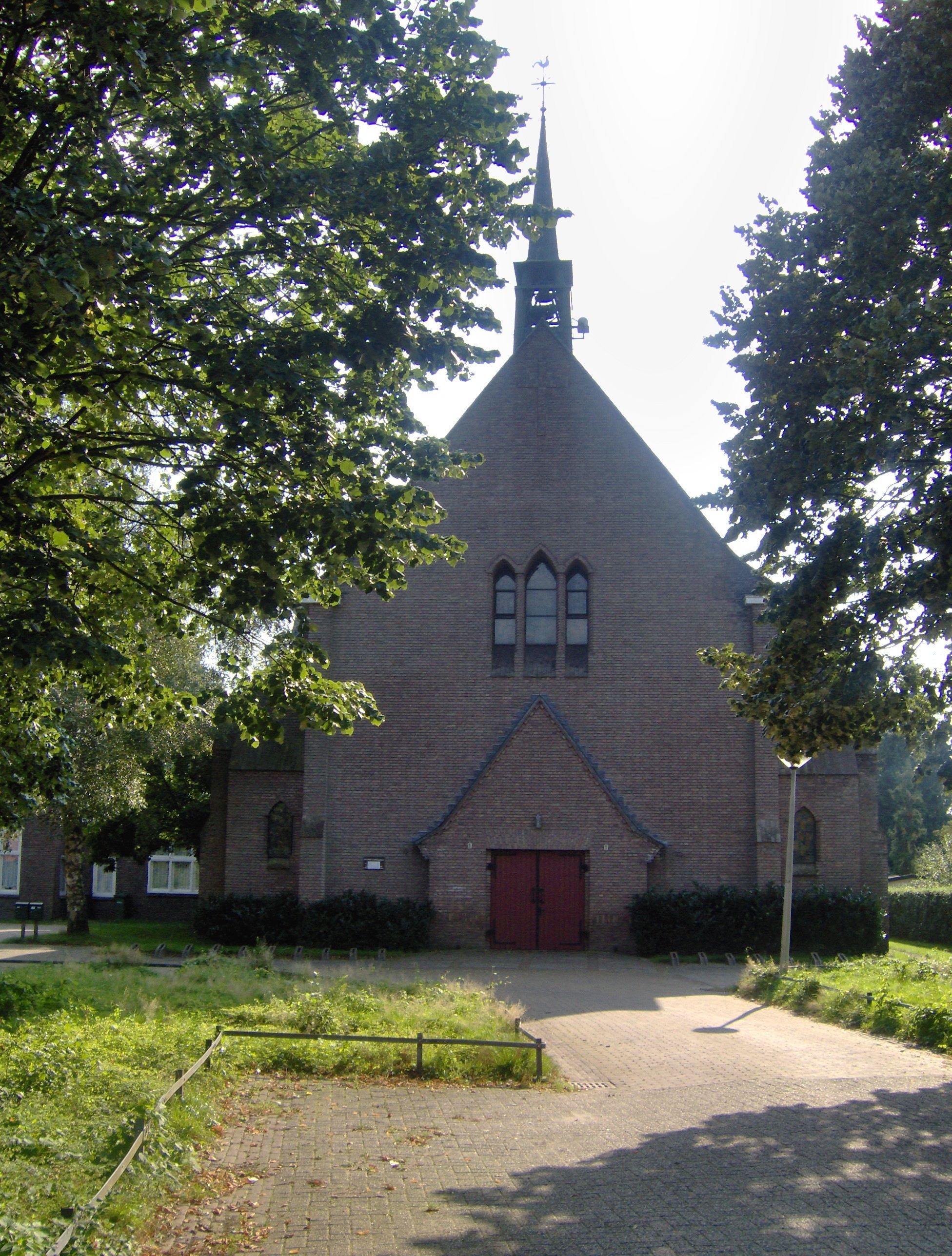
Sankt Marcellinuskirche in Boekelo

Boekelo ist ein Dorf mit 2.755 Einwohnern in der Gemeinde Enschede in der Provinz Overijssel in den Niederlanden.

## Geschichte
Das Dorf wurde vor allem durch die Gewinnung von Salz bekannt, die seit 1919 im Süden des Ortes angesiedelt war. Mit dem Bau des Twentekanals wurde das Werk und damit der Stammsitz der Koninklijke Nederlandse Zoutindustrie, einer der Vorgängerfirmen der Akzo Nobel, jedoch nach Hengelo verlegt.
Im Nordosten des Ortes wurde im Jahr 1888 eine Bleicherei, die N.V. Boekelosche Stoomblekerij, eröffnet. Die Firma wurde 1965 von Unilever übernommen und firmierte zuletzt unter dem Namen Texoprint. 2001 wurde das Werk geschlossen, seit 2008 entsteht auf dem ehemaligen Werksgelände ein Neubaugebiet, wobei einige der alten Fabrikgebäude erhalten bleiben.
Der bekannteste Sohn des Dorfes ist der Jazzschlagzeuger Hans Dekker.
Im Jahr 1884 eröffnete die „Geldersch-Overijsselsche Lokaalspoorweg-Maatschappij“ eine Bahnlinie von Winterswijk über Boekelo nach Hengelo. Ein Jahr später folgte auch eine Verbindung von Boekelo nach Enschede. Der Personenverkehr wurde auf beiden Strecken 1936 bzw. 1937 eingestellt, die Strecke nach Hengelo wurde durch die deutschen Besatzer im Jahr 1942 abgebaut. Im Güterverkehr blieb die Strecke zwischen Enschede und Haaksbergen noch bis 1973 in Betrieb, seit 1971 verkehren hier Museumszüge des Museum Buurtspoorweg. Seit 1974 beschränkt sich der Museumsverkehr auf den Streckenabschnitt von Boekelo bis Haaksbergen, da die Strecke nach Enschede durch den Bau der Autobahn A35 unterbrochen und in der Folge abgebaut wurde.
Im ÖPNV ist Boekelo heute von Enschede aus mit der Buslinie 6 erreichbar.

## Wirtschaft
Die Brauerei Koninklijke Grolsch N.V. (niederländische Aussprache: [ɣrɔls]) hat ihren Sitz in Boekelo.

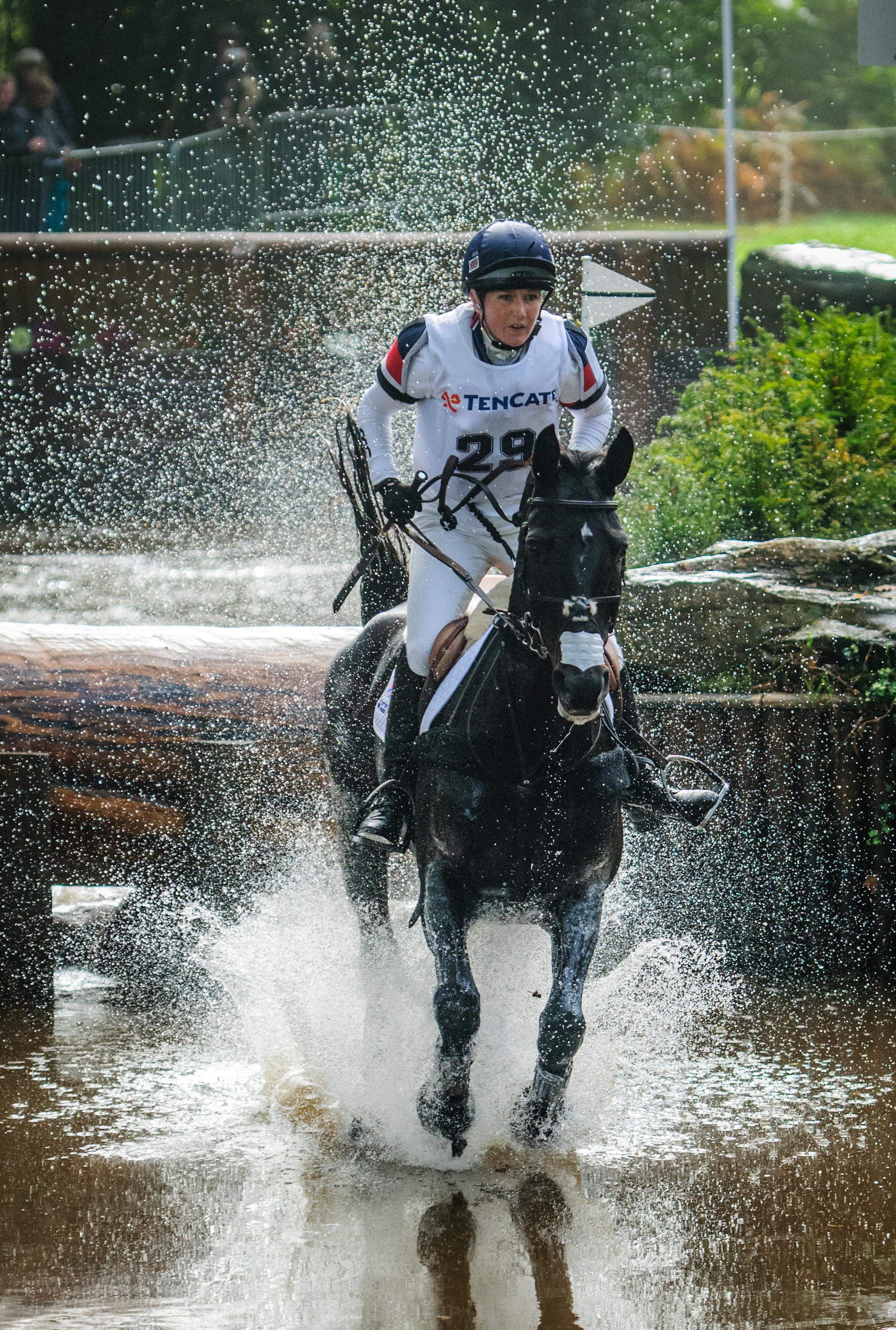
De Military, 2013

## Military Boekelo
In Boekelo findet jedes Jahr im Oktober ein großes einwöchiges CCIO-Pferdesport-Turnier, die Military Boekelo statt. Die Veranstaltung, zu der auch eine Herbstmesse und Geschäfts-Kongresse gehören, verzeichnet jährlich rund 60 000 Besucher.
Das internationale Vielseitigkeitsturnier ist seit 2012 Bestandteil der damals neugegründeten Nationenpreisserie im Vielseitigkeitsreiten. Jedes Jahr wird neben anderen Prüfungen, eine dreitägige 4*-Langprüfung durchgeführt. Die Dressurprüfungen finden Donnerstag und Freitag statt, der Geländeritt am Samstag und das Abschlussspringen am Samstag des zweiten Oktoberwochenendes. 2003 wurde das CCIO auf 3*-Niveau ausgetragen. 2020 hätte das 50-jährige Jubiläum der Military Boekelo – Enschede stattfinden sollen, es musste jedoch wegen der COVID-19 Pandemie abgesagt werden und wurde auf 2021 verschoben.

## Persönlichkeiten
- Kalle Oranen (1946–2023), in Boekelo geborener Fußballspieler
- Hans Dekker (* 1969), in Boekelo geborener Jazzschlagzeuger